# Grupo de Pasífae

Representación gráfica de los satélites del Grupo de Pasífae.

El Grupo de Pasífae es un grupo de satélites irregulares jovianos, que se encuentran orbitando entre 23 y 24 millones de km de Júpiter con una inclinación cercana a los 165º.

## Origen
El Grupo de Pasífae se formó a partir de un asteroide capturado por Júpiter, que posteriormente se fragmentó a causa de una colisión. El asteroide no era de gran tamaño, pues tenía alrededor de 60 km de longitud de diámetro, aproximadamente el mismo tamaño que la luna Pasífae; la cual conserva el 99 % de la masa del asteroide original. Sin embargo, el satélite Sinope solamente conserva una proporción del 87 %.
A diferencia de los grupos de Carmé y Ananké, existe un alto grado de escepticismo sobre la teoría del origen del grupo Pasífae, y es por ello que muchos científicos no la aceptan. Esto se debe a que los satélites del grupo Pasífae poseen una mayor dispersión orbital en su inclinación. Sin embargo, varias resonancias seculares en Pasiphae y Sinope podrían conformar las órbitas y proporcionar la explicación de la dispersión posterior a la colisión de los elementos orbitales. Por otro lado, Sinope no podría ser una parte de los restos de la misma colisión y habría sido capturado en un lugar independiente, alterando con su gravedad a las demás órbitas de sus compañeras.
Las diferencias de color entre los objetos (luz gris de Pasífae, luz roja de Calírroe y Megaclite) también sugieren que el grupo podría tener un origen mucho más complejo que una simple colisión.

## Componentes
| Nombre                   | Diámetro (km) | Masa (kg) | Radio orbital (km) | Período (d) | Inclinación (°) | Excentricidad |
| ------------------------ | ------------- | --------- | ------------------ | ----------- | --------------- | ------------- |
| Eurídome                 | 3             | 4,5×1013  | 22 865 000         | 717,330     | 150,274         | 0,2759        |
| S/2003 J 23              | 2             | 1,5×1013  | 23 563 000         | 732,440     | 146,314         | 0,2714        |
| Hegémone                 | 3             | 4,5×1013  | 23 947 000         | 739,600     | 155,214         | 0,3276        |
| Pasífae                  | 60            | 3,0×1017  | 23 624 000         | 743,630     | 151,431         | 0,4090        |
| Spondé                   | 2             | 1,5×1013  | 23 487 000         | 748,340     | 150,998         | 0,3121        |
| Cilene                   | 2             | 1,5×1013  | 23 951 000         | 751,940     | 150,123         | 0,4116        |
| Megaclite                | 5             | 2,1×1014  | 23 493 000         | 752,880     | 152,769         | 0,4197        |
| S/2003 J 4               | 2             | 1,5×1013  | 23 930 000         | 755,240     | 149,581         | 0,3618        |
| Calírroe                 | 9             | 8,7×1014  | 24 103 000         | 758,770     | 147,158         | 0,2828        |
| Sinope                   | 38            | 7,5×1016  | 23 939 000         | 758,900     | 158,109         | 0,2495        |
| Autónoe                  | 4             | 9,0×1013  | 24 046 000         | 760,950     | 152,416         | 0,3168        |
| S/2017 J 2 Júpiter LXIII | 2             |           | 23 303 000         |             | 166,4           |               |
| Aedea                    | 4             | 9,0×1013  | 23 981 000         | 761,500     | 158,257         | 0,4322        |
| Kore                     | 2             | 1,5×1013  | 24 011 000         | 779,180     | 144,529         | 0,3351        |